# E.D.I. Mean
Malcolm Greenridge (New York, 7 juli 1974), beter bekend als E.D.I. Mean, is een Amerikaans rapper die lid is van de rapgroep Outlawz.

## Biografie
E.D.I. vormde samen met Kastro (zijn klasgenoot op de middelbare school) en Yaki Kadafi (de neef van 2Pac) een raptrio genaamd THORO Headz. Later introduceerde Kadafi de twee aan 2Pac, waarna ze samen met nog enkele rappers de Outlawz oprichtten. Op 2Pacs album Me Against the World was E.D.I. te horen in de nummers Outlaw en Me Against the World.
Kort daarna brak de "East-West Coast rap-oorlog" uit, waarvan 2Pac met de Outlawz het middelpunt zou worden. E.D.I. was te horen op de disstrack Hit Em' Up, een diss gericht aan Biggie Smalls en zijn Junior M.A.F.I.A. en onder anderen Chino XL en Mobb Deep.
Nadat 2Pac was doodgeschoten, tekende de groep een contract bij Death Row Records. Zij brachten nog enkele albums uit en E.D.I. bracht ook soloalbums uit, maar zonder 2Pac was de groep nooit meer echt succesvol.

## Discografie
- 2002 - Blood Brothers (met Kastro)
- 2006 - Against All Oddz (met Young Noble)
- 2008 - Doin' It Big (met 8Ball)
- 2010 - The Stash Spot
- 2013 - O.G. Est. 1992
- 2015 - The Hope Dealer 1
- 2018 - The Hope Dealer 2

- International Standard Name Identifier: 0000 0004 0675 3345
- Library of Congress Control Number: no2013115931
- MusicBrainz: 7adb9260-4109-41fd-82db-77c342f24efc
- Virtual International Authority File: 305372180
- WorldCat: E39PBJpPwYmGFgKTgjY3BCPvpP